# Manifeste de février

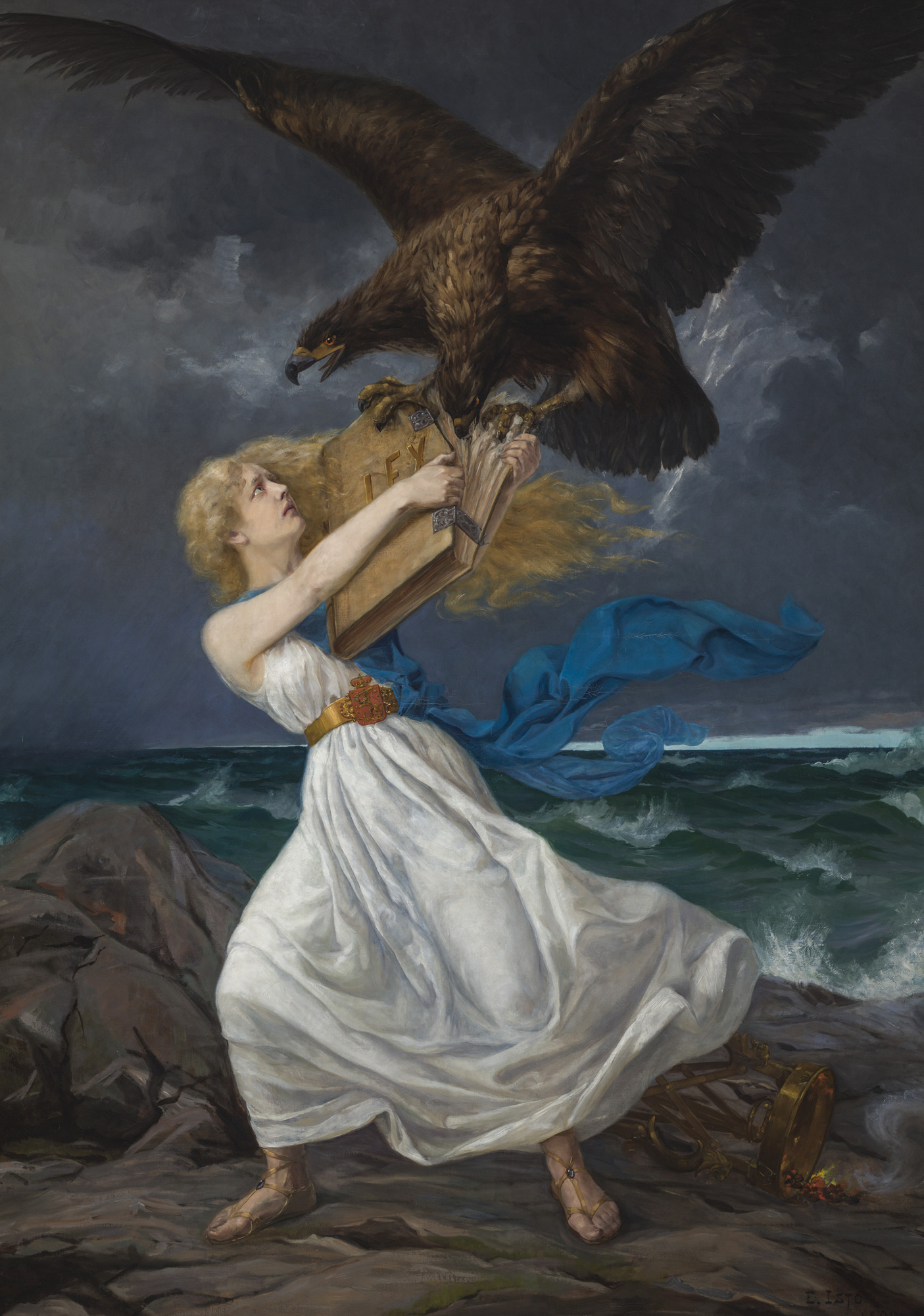
Edvard Isto eut l'idée de sa peinture L'Attaque, célèbre à Berlin après le manifeste de février 1899.

Le manifeste de février signé par Nicolas II le 15 février 1899 est une tentative de mettre fin au système de coopération institué par Alexandre Ier pour le grand-duché de Finlande, attaché par une union personnelle à la personne de l'empereur de Russie. Il diminue les libertés traditionnelles du pays et rend les lois de l'Empire russe supérieures à celles du grand-duché. Il renforce l'usage de la langue russe dans l'administration (qui utilisait le suédois et dans une moindre mesure le finnois) et impose l'usage du russe pour certaines matières du système secondaire. De plus, la conscription oblige désormais les appelés à servir n'importe où dans l'Empire russe et non plus seulement en Finlande. Finalement, le système est abandonné et les natifs de Finlande ne sont plus appelés à faire leur service militaire et l'armée finlandaise est abolie.
La promulgation du manifeste de février par le gouverneur-général Bobrikov (nommé en 1898) provoque de grandes manifestations d'hostilité et en réaction la restriction de la liberté de réunion et la censure de la presse par le gouverneur-général. Celui-ci finit par être assassiné le 16 juillet 1904 par Eugen Schauman.

## Sources
- (en) Tuomo Polvinen: Imperial Borderland. Bobrikov and the Attempted Russification of Finland 1898-1904, C.Hurst & Co, London 1995